# Centre mondial du cyclisme
Pour les articles homonymes, voir CMC.

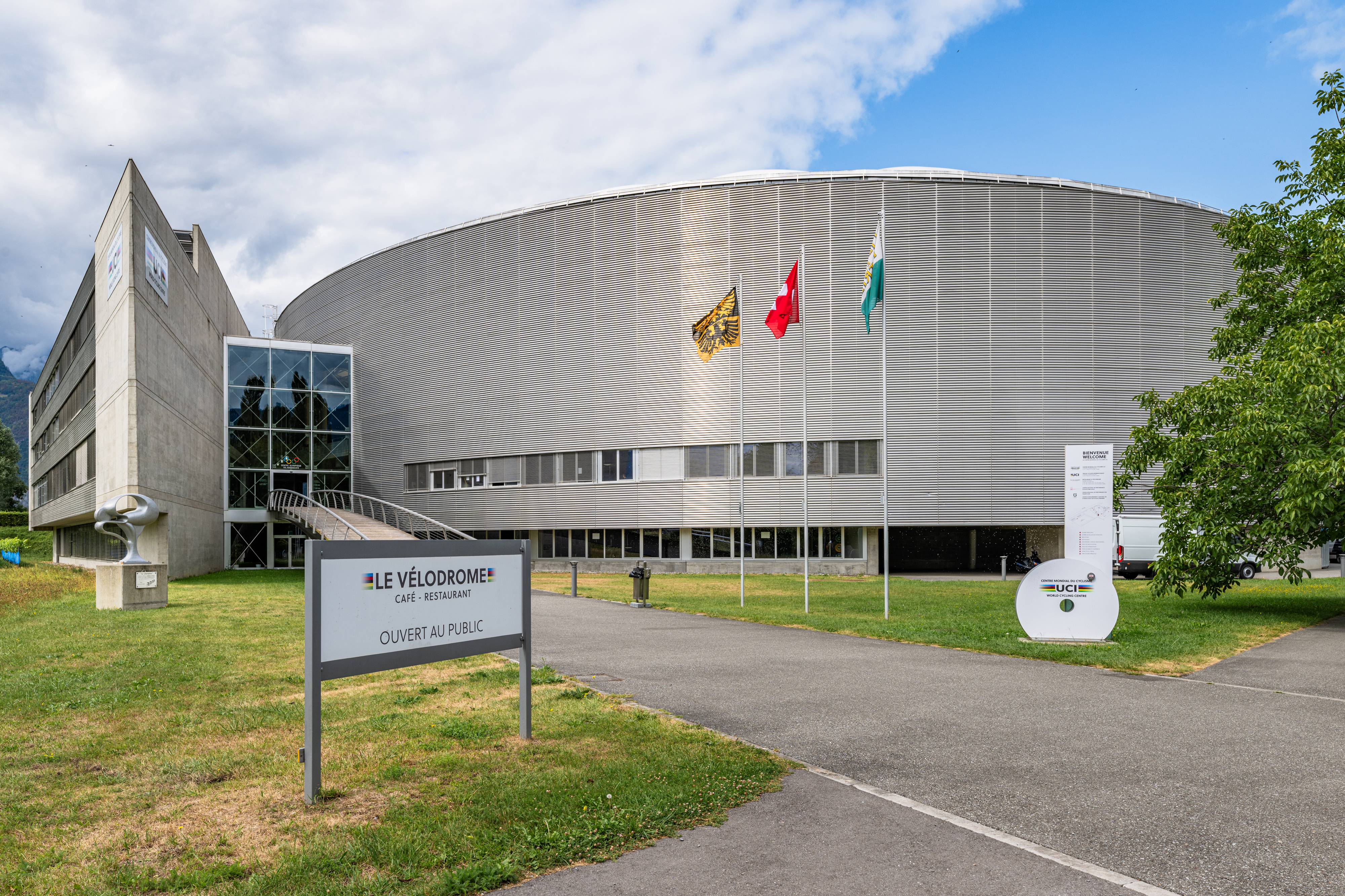
Entrée du Centre Mondial du Cyclisme à Aigle en Suisse.

Le Centre Mondial du Cyclisme (CMC), situé à la périphérie d'Aigle en Suisse, accueille des stagiaires et des sportifs professionnels et abrite les bureaux de l'Union Cycliste Internationale (UCI). Projet de l'ancien président de l'Union Cycliste Internationale Hein Verbruggen dans les années 1990, il est inauguré en 2002. Cette installation possède également des centres satellites à Anadia (Portugal), Paarl (Afrique du Sud), Izu (Japon), Séoul (Corée du Sud), New Delhi (Inde), Couva (Trinité-et-Tobago) et Bromont (Canada), où s'entraînent également des cyclistes de chaque continent.
L'enceinte a notamment accueilli les Championnats du monde paracyclisme de 2006, les Championnats du monde juniors de 2016 et 2018, ainsi que la tentative réussie de record de l'heure de Matthias Brändle en 2014, avec 51,852 kilomètres. C'est aussi le théâtre chaque mois d'octobre des Trois Jours d'Aigle.
Parmi les pistards passés au Centre Mondial du Cyclisme figure la cycliste chinoise Guo Shuang, quadruple médaillée olympique et championne du monde de keirin en 2009. 
En 2023 une équipe du Centre Mondial du Cyclisme est engagée dans l'épreuve du contre la montre par équipes mixtes sur route aux Championnats du monde de Glasgow (14e sur 18).
Sur la route, le centre mondial du cyclisme possède une équipe féminine qui participe au calendrier continental la WCC Team.

## Infrastructures
Le Centre Mondial du Cyclisme comprend :
- un vélodrome en bois de 200 m avec 680 places assises ;Vélodrome de 200 m en pin de Sibérie

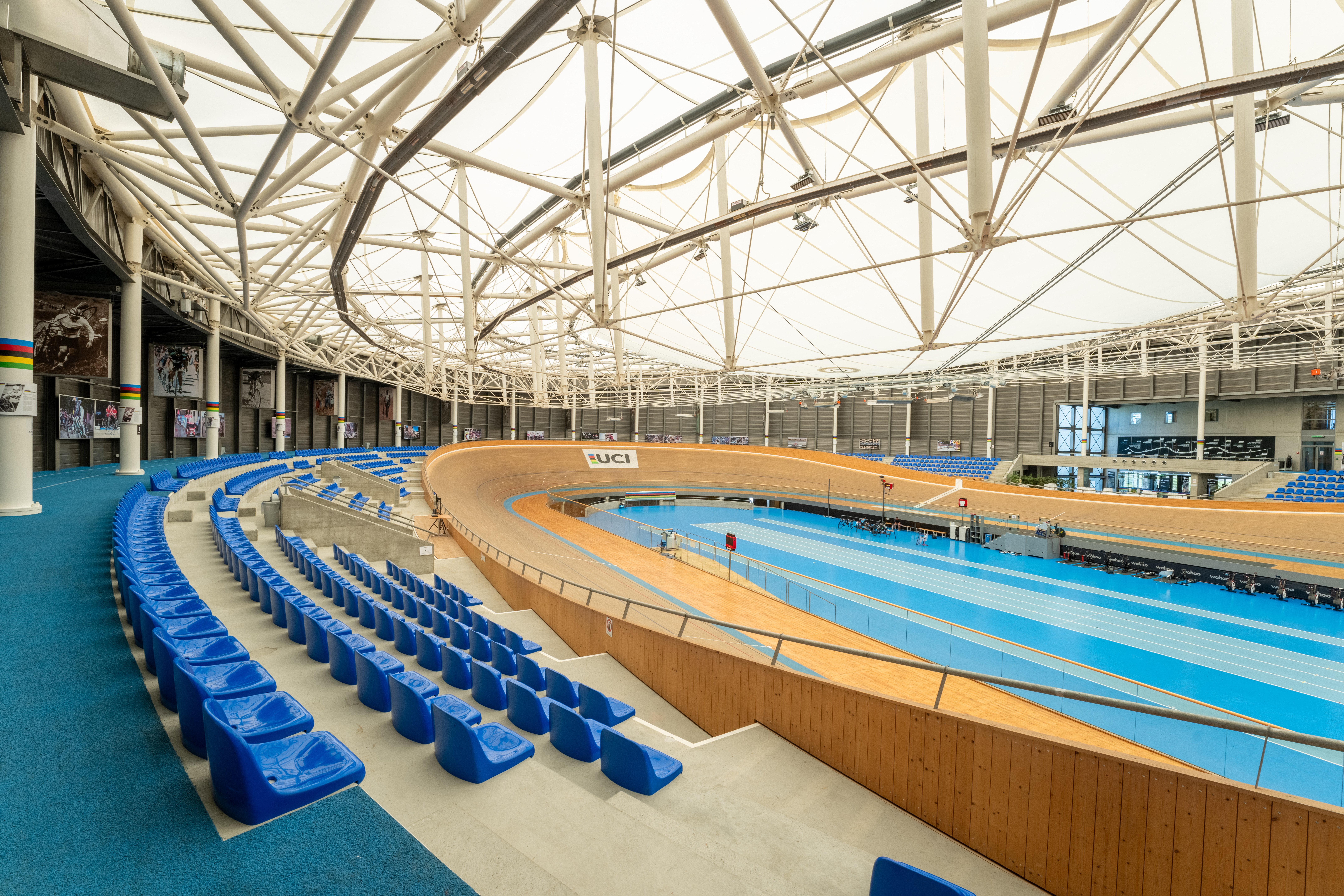
Vélodrome de 200 m en pin de Sibérie

- une piste d'athlétisme synthétique intérieure de 250 m ;
- une piste de BMX Racing avec deux rampes de départ (8 mètres et 5 mètres)
- une pump-track ;Rampe de départ de la piste de BMX Racing

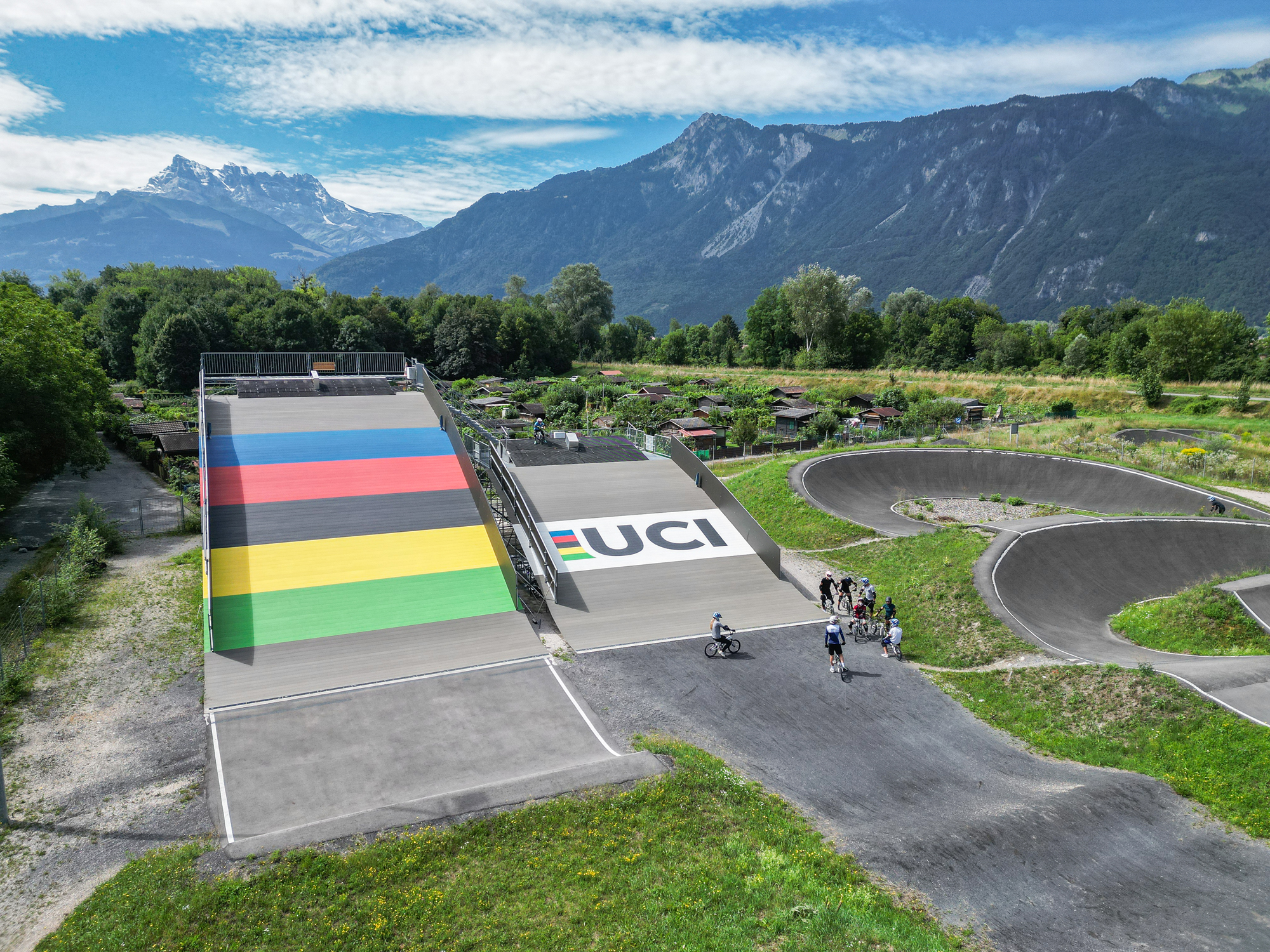
Rampe de départ de la piste de BMX Racing

- une mini-piste de BMX destiné aux jeunes ;
- une piste finlandaise de 500 m ;
- un espace multisports polyvalents de 1 800 m2 ;
- une salle de gymnastique artistique de 700 m2 ;
- une salle de musculation sur 200 m2 ;
- des activités sportives et expositions permanentes ;
- des salles de conférence pouvant accueillir jusqu'à 100 personnes ;
- un restaurant de 100 places avec terrasse au bord du Rhône.

Le Centre mondial du cyclisme est réservé en priorité à l'élite sportive. C'est également un lieu de découverte accessible à tous ceux qui souhaitent connaître les sports qui y sont pratiqués. L'occasion y est donnée de pratiquer des initiations au cyclisme sur piste et au BMX. Pour les plus assidus, la saison hivernale est l'occasion de venir avec son propre matériel effectuer des entraînements lors des ouvertures publiques de la piste. 

## Centre de formation et d'entraînement
Le complexe d'entraînement et de formation a obtenu le label de Centre d’entraînement olympique délivré par le Comité international olympique.
Chaque année, de jeunes coureurs du monde entier entrent au CMC afin d'atteindre leurs objectifs : les championnats du monde UCI, la coupe du monde et les Jeux olympiques pour certains, les championnats nationaux et continentaux pour d'autres. Ils reçoivent les conseils des entraîneurs professionnels du Centre et utilisent les équipements. En dix ans d’existence, le CMC a accueilli près de 600 stagiaires, dont certains sont revenus plusieurs fois. Leur palmarès comprend : deux titres olympiques, une médaille d'argent olympique, trois médailles de bronze olympique, 32 titres de champion du monde, 18 médailles d'argent aux championnats du monde, neuf médailles de bronze aux championnats du monde.
Le Centre possède un programme d’apprentissage. Près de 300 entraîneurs, directeurs sportifs et agents de coureurs sont passés par le Centre depuis son ouverture. Ce programme de formation inclut une formation de terrain pour les commissaires, les régulateurs, les annonceurs radio, les motos infos, les pilotes véhicules, etc.

## Principales victoires

### Hommes

#### Championnats nationaux
- Championnats du Brésil sur route : 2
  - Course en ligne espoirs : 2016 (Caio Godoy)
  - Contre-la-montre espoirs : 2016 (Caio Godoy)

### Femmes

#### Compétitions internationales
- Championnats d'Asie : 1
  - Course en ligne : 2018 (Nguyễn Thị Thật)
- Jeux européens : 1
  - Contre-la-montre : 2019 (Marlen Reusser)

#### Courses d'un jour
- Ljubljana-Domzale-Ljubljana TT : 2019 (Marlen Reusser)

#### Courses par étapes
- Dwars door de Westhoek : 2018 (Nguyễn Thị Thật)
- Kreiz Breizh Elites Dames : 2019 (Teniel Campbell)

#### Championnats nationaux
- Championnats d'Érythrée sur route : 1
  - Contre-la-montre : 2019 (Desiet Kidane)
- Championnats d'Irlande sur route : 1
  - Course en ligne  : 2019 (Alice Sharpe)
- Championnats de Suisse sur route : 2
  - Course en ligne : 2019 (Marlen Reusser)
  - Contre-la-montre : 2019 (Marlen Reusser)

## Centre mondial du cyclisme en 2019
| Cycliste             | Date de naissance | Nationalité       | Équipe 2020                |
| -------------------- | ----------------- | ----------------- | -------------------------- |
| Teniel Campbell      | 23/09/1997        | Trinité-et-Tobago |                            |
| Đorđe Đurić          | 21/06/2000        | Serbie            |                            |
| Agua Marina Espínola | 31/03/1996        | Paraguay          |                            |
| Eyeru Gebru          | 10/12/1996        | Éthiopie          |                            |
| Biniam Hailu         | 02/04/2000        | Érythrée          |                            |
| Petr Kelemen         | 18/11/2000        | Tchéquie          | ASC Dukla Praha Junior     |
| Desiet Kidane        | 10/10/2000        | Érythrée          |                            |
| Anastasiya Kolesava  | 02/06/2000        | Biélorussie       |                            |
| Dzianis Mazur        | 19/04/2000        | Biélorussie       |                            |
| Abel Meszaros        | 05/09/2000        | Hongrie           |                            |
| Otto Mielikainen     | 22/10/2000        | Finlande          | Porvoon Akilles            |
| Musa Mikayilzade     | 16/06/1998        | Azerbaïdjan       | Synergy Baku Project       |
| Henok Mulubrhan      | 11/11/1999        | Érythrée          | Centre mondial du cyclisme |
| Yurgen Ramírez       | 23/01/1998        | Venezuela         | Venezuela País de Futuro   |
| Marlen Reusser       | 20/09/1991        | Suisse            |                            |
| Imad Sekkak          | 04/05/2000        | Maroc             | Giorgi                     |
| Alice Sharpe         | 03/05/1994        | Irlande           |                            |
| Sergey Shatovkin     | 03/02/1997        | Kazakhstan        | Centre mondial du cyclisme |
| Karim Shiraliyev     | 03/06/1999        | Azerbaïdjan       | Synergy Baku Project       |
| Fernanda Yapura      | 06/05/1998        | Argentine         |                            |